# Ro-65
Ro-65 — підводний човен Імперського флоту Японії, який брав участь у Другій світовій війні.
Корабель, який спорудили у 1926 році на верфі компанії Mitsubishi у Кобе, належав до підтипу L4 (він же тип Ro-60) типу L.
Станом на момент вступу Японії у Другу світову війну Ro-65 належав до 27-ї дивізії підводних човнів Четвертого флоту, який відповідав за операції у Океанії. Як наслідок, корабель перебував на атолі Кваджелейн на Маршаллових островах (до середини 1942-го японські підводні сили активно використовували цю передову базу).
6 грудня 1941-го Ro-65 вийшов з бази й попрямував до належного США острова Вейк (вісім сотень кілометрів на північ від Маршаллових островів). 11 вересня японський загін надводних кораблів здійснив невдалу спробу оволодіти Вейком, а 13—17 грудня Ro-65 пройшов назад на Кваджелейн (23 грудня значно потужніше японське угруповання все-таки захопить Вейк).
25 грудня 1941-го Ro-65 вирушив на патрулювання до острова Гауленд, що лежить майже за дві тисячі кілометрів на південний схід від Кваджелейна, втім, уже 2 січня 1942-го човен повернувся на Кваджелейн.
7—11 січня 1942-го Ro-65 пройшов на атол Трук у центральній частині Каролінських островів, де ще до війни облаштували головну базу японського ВМФ у Океанії. 16—29 січня він здійснив звідси похід на південь, під час якого патрулював у районі мису Сент-Джордж (біля південного входу до протоки, що розділяє острови Нова Британія та Нова Ірландія) в межах операції з оволодіння Рабаулом на острові Нова Британія (після захоплення 23 січня японським десантом стане головною передовою базою для подальшого просування на Соломонові острови та Нову Гвінею). Невдовзі після цього, 10 лютого, Ro-65 включили до 26-ї дивізії підводних човнів.
18 лютого 1942-го корабель вирушив з Труку, з 28 лютого по 3 березня перебував на острові Понапе (східні Каролінські острови), після чого попрямував до островів Гілберта. Звідти Ro-65 рушив до метрополії, зробив зупинки 17—18 березня на атолі Джалуїт (Маршаллові острови) і 24—27 березня на Сайпані (Маршаллові острови), а 2 квітня прибув до Сасебо (обернене до Східнокитайського моря узбережжя Кюсю).
14 липня 1942-го 26-ту дивізію перевели до П'ятого флоту, відповідального за операції в північній зоні (Хоккайдо, Курильські та Алеутські острови). Втім, лише 10—19 вересня Ro-65 пройшов з Сасебо до Парамуширу (Курильські острови), звідки рушив на схід та 26 вересня прибув до Киски — одного з двох островів на заході Алеутського архіпелагу, захоплених японцями на початку червня в межах мідвейсько-алеутської операції. За дві доби під час американського нальоту на гавань Киски бойова рубка Ro-65 зазнала незначних пошкоджень від обстрілу.
1—15 жовтня 1942-го човен здійснив похід, під час якого 10 жовтня рекогносцирував затоку Колд-Бей (на узбережжі Аляски майже за 1,5 тисячі кілометрів на схід від Киски).
17 жовтня 1942-го Ro-65 вийшов у море для сприяння в порятунку моряків з потопленого авіацією есмінця «Оборо» (у підсумку були підібрані есмінцем «Хацухару»). Після цього підводний човен рушив на захід та 23 жовтня рекогносцирував затоку Холц-Бей на розташованому за три сотні кілометрів від Киски острові Атту (останній так само був зайнятий японцями в червні, проте у вересні бійців звідси перевезли на Киску, а наприкінці жовтня японське командування вирішило удруге осадити Атту гарнізоном). 31 жовтня Ro-65 повернувся на Киску.
3 листопада 1942-го надійшло повідомлення про наближення до гавані Киски ворожих бомбардувальників. Підводні човни розпочали екстрене занурення, при цьому на Ro-65 не встигли закрити всі люки. Почалось активне надходження води в корпус і човен опустився кормою на дно. Загинуло 19 членів екіпажу, ще 45 моряків змогли полишити корабель через торпедні апарати. У підсумку Ro-65 повністю заповнився водою та був втрачений.